# Jusqu'au bout du monde (film, 1963)
Jusqu'au bout du monde est un film franco-italien réalisé par François Villiers, sorti en 1963.

## Synopsis
Pierre Desmoulins revient en Corse où il avait séduit passagèrement une jeune femme qui lui aurait donné un fils mais il n'est même pas certain d'en être véritablement le père. Il était reparti travailler dans le nord de la France et n'a pas connu le garçon, Pietro, qui a maintenant dix ans quand l'annonce du décès de sa mère pousse Desmoulins, pris de remords, à revenir.
N'ayant pas d'autres parents, les villageois confient le garçon à Desmoulins qui ne compte pas l'emmener avec lui sur le continent mais plutôt le laisser à une famille qui en prendrait soin. Accompagné de Pietro et désargenté, l'homme erre en Corse à la recherche d'une solution. L'enfant représente pour lui un fardeau, leurs relations sont difficiles et personne n'accepte de prendre l'enfant en charge.
Après avoir vécu plusieurs épisodes aventureux, une fugue de Pietro et des rencontres pleines d'espoirs déçus, le fils et le père finissent par se comprendre et ne se sépareront plus.

## Fiche technique
- Titre : Jusqu'au bout du monde
- Réalisation : François Villiers
- Scénario : Fabio Carpi, Remo Forlani, Nelo Risi, d'après le roman d'Elio Vittorini
- Dialogues : Remo Forlani
- Photographie : Paul Soulignac
- Montage : Edouard Berne
- Musique : Georges Delerue et Georges Moustaki
- Décors : François de Lamothe
- Son : Jean Bonnafoux
- Producteur : Alain Poiré
- Société de production : Les films Caravelle - Romor Films - S.N.E.Gaumont - Ultra Film
- Pays de production :  France |  Italie
- Format : Noir et blanc
- Genre : Film dramatique, Film d'aventure
- Durée : 83 minutes
- Date de sortie : 
  - France : 18 janvier 1963
- Affiche : Clément Hurel (France)

## Distribution
- Pierre Mondy : Pierre Desmoulins
- Marie Dubois : Alma
- Pierre Maguelon : un bûcheron
- Didi Perego : La veuve, épicière ambulante
- Marietto Angeletti: Pietro
- Edmond Ardisson
- Jacques Ary

## Récompenses
- Grand prix du cinéma français en 1962.